# Lag
În jocurile online, prin lag se înțelege o întârziere notabilă intre acțiunile jucătorului și reacția serverului. Deși lag-ul poate fi cauzat de o conexiune slabă de internet, el mai poate apărea și datorită unui procesor slab al clientului sau al serverului. 